# Tepalcingo
Tepalcingo es un pueblo y cabecera municipal del municipio homónimo en el Estado de Morelos, México. Conocido por el Santuario de Jesús Nazareno, construido hace más de 200 años y siendo visitado anualmente por más de 3.5 millones de personas (cifras de 2025) creyentes del Señor de Tepalcingo o el Nazareno.

## Toponimia
El nombre proviene de la raíz náhuatl: tekpa- tl “pedernal”, tzintli “salva honor”, tzinco “parte trasera de un individuo”,  por lo que finalmente quiere decir: tekpatzinko “abajo o detrás de los pedernales”.

## Historia
Las fuentes mexicas describen con detalle la organización de su economía tributaria del territorio que hoy conocemos como Estado de Morelos. Las unidades políticas mayores de Morelos en los albores del siglo XVI eran Cuauhnáhuac (hoy Cuernavaca) y Huaxtepec (hoy Oaxtepec), con más de 50 mil habitantes cada una.
Tepalcingo pertenecía a la provincia de Huaxtepec y después de la conquista española se suprime la provincia de Huaxtepec como unidad política mayor a nivel imperial, dividiéndose en cinco unidades; Huaxtepec, Yautepec, Tepoztlán, Yecapichtlán y Totolapan, quedando Tepalcingo sujeto a Yecapixtla. En 1445, según indica el códice mendocino, los aztecas encabezados por Moctezuma conquistaron Tepalcingo, no sin haber presentado fuerte resistencia sus moradores, que fueron sometidos para obligarlos a entregar tributo a los aztecas o mexicas.
Además, se dice[cita requerida] que en el siglo XIII, una tribu mixteca eligió este lugar como el adecuado para formar el pueblo de Tepalcingo, se cree que fue en el barrio de la Concepción donde tuvo su principio y fundación, en el año de 1272, por un grupo de personas de la etnia mixteca que se desprendió de lloala que hoy es conocido como Iguala Guerrero. También se cree que se poblaron los cerros de Zopiloapan lo que los ancianos llamaban pueblo viejo, que se localiza al poniente de Tepalcingo, aunado al hecho de que ahí se han encontrado ruinas que acreditan que habitaron en ese lugar los tepalcincas.

### Personas destacadas
Los mártires de Tepalcingo:
Llamados así por haber perecido por el gobierno en la revolución mexicana: Dionisio Gómez, Severiano Pérez, Claudio Pérez, Isabel X., Macedonio Coyote, Martín Barba, Epifanio Vázquez, Severiano Pariente, Severiano Trejo y Leonel Rodríguez Ríos.

Gastronomía 
Patricia Beltran Rueda , cocinera tradicional de Tepalcingo , reconocida por su exponencia de la cocina Tepalcinguense a nivel , regional, estatal ,nacional e internacional.

## Salud
En la cabecera municipal existe una clínica del seguro social, un consultorio que atiende a derechohabientes del ISSSTE, también se pueden consultar 5 médicos particulares, las farmacias pueden solventarla demanda de medicinas de la comunidad tepalcinguense.

## Vías de comunicación
Tepalcingo se encuentra bien comunicado, existen carreteras asfaltadas desde México hasta el centro de la población, continúan por el lado opuesto para comunicarse con Izúcar de Matamoros y Puebla. 
Las distancias aproximadas que comunican a Tepalcingo con otras poblaciones por carreteras son Tepalcingo-México 143 km.; Tepalcingo-Puebla 126 km.; Tepalcingo-Cuernavaca 98 km.; Tepalcingo-Cuautla 38 km.; Tepalcingo-Jonacatepec 12 km.; Tepalcingo-Izúcar de Matamoros 59 km. 
Tepalcingo también se comunica por medio de carreteras con Huitchila, Zacapalco, El Limón, Los Sauces, El Tepehuaje, Pitzotlán, Ixtlilco El Chico e Ixtlilco El Grande. 
Las carreteras de Tepalcingo comprenden 70,70 km. existe una estación del ferrocarril llamada en un principio ferrocarril interoceánico, de Puebla a Cuautla, pasando por el municipio de Tepalcingo; la estación de “El Pastor" actualmente está suspendida por los cambios administrativos internos de este medio de transporte.

## Turismo

### Monumentos históricos
El santuario del Señor de Tepalcingo; la iglesia de Santa Mónica (en el poblado de Atotonilco), las iglesias de Santa Cruz y de Nuestra Señora de Guadalupe; la iglesia parroquial de San Martín; y la Hacienda de San Nicolás Tolentino.

## Fiestas y tradiciones

### Feria
La feria más grande y de mayor tradición en el Estado de Morelos es la de Tepalcingo, siendo conocida y reconocida como la segunda feria más grande en toda la República Mexicana (después de la de San Marcos, Aguascalientes), a la cual concurren peregrinos de toda la república y algunos extranjeros. En esta feria se representan las danzas de los Conduros, los doce pares de Francia, los Tecuanes y los Chinelos. En ella se exponen mercancías de comerciantes de los Estados de: Oaxaca, Guerrero, Puebla, Tlaxcala, Estado de México, Jalisco, Michoacán, y del mismo estado de Morelos.
Las artesanías dan policromía a la feria y es importantes resaltar las figuras, vasijas y cajitas de Olinalá trabajadas con habilidad en la madera aromática a la que se conoce con el nombre de lonaloé. Hay casos en que en esta madera de una fragancia exótica se presenten muebles de gran colorido y belleza. Hay también venta de ganado mayor y menor, también cabe destacar la venta d dulces típicos, como son: palanquetas, alegrías , tamarindos, obleas, realizadas en el poblado de huazulco y poblados aledaños, así también como la venta de muebles rústicos y tradicionales hechos con palma y madera que traen a comercializar a esta gran y bonita feria.
El pueblo de Tepalcingo, celebra la feria el tercer viernes de Cuaresma, es decir el tercer viernes después del miércoles de ceniza, esta es dedicada al Señor de las Tres Caídas o Jesús Nazareno (es el acontecimiento más importante del año), además de ser la primera feria religiosa comercial del Estado de Morelos, la cuarta más importante de México y la primera feria popular más grande de México tipo tiaquixtli.
El Tecuán, presenta en apariencia un personaje con ropas viejas, máscara burlona y sombrero, portando un animal disecado. El Tecuán en su danza va a cazar al lobo.

### Música
- De los Tecuanes.

- Tlatenquiza.

- Cañeros.

## Gastronomía
Mole verde de pepita (pipián) con tamales de ceniza, mole rojo de guajolote, cecina con queso, crema y salsa verde con guaje, barbacoa de cabrito y güilotas (palomas silvestres) guisadas en pipián o en salsa verde.

## Transporte

### Autobuses de Pasajeros
Llegan varias líneas de autobuses a Tepalcingo y son las siguientes:
| Líneas de Autobuses          | Destinos                                               |
| ---------------------------- | ------------------------------------------------------ |
| Autobuses SUR                | Terminal de Autobuses de Pasajeros de Oriente          |
| Autobuses VOLCANES           | Terminal de Autobuses de Pasajeros de Oriente          |
| Autobuses Rápidos Morelenses | Axochiapan, Tepalcingo, Jonacatepec, Amayuca, Cuautla. |
| Microbuses Águilas Doradas   | Tepalcingo, Atotonilco, Jonacatepec, Amayuca, Cuautla. |